# AllianceBernstein
AllianceBernstein (AB) — американская инвестиционная компания. Контрольный пакет акций принадлежит французской страховой группе AXA.
Размер активов под управлением — $517 млрд на 30 июня 2017 года.

## История
Компания AllianceBernstein образовалась в 2000 году в результате объединения Sanford C. Bernstein & Company (основанной в 1967 году) и Alliance Capital (основанной в 1971 году американской дочерней компании группы AXA).

## Деятельность
Инвестиционные услуги предоставляются как финансовым институтам, так и частным клиентам через инвестиционные фонды. Также компания оказывает аналитические и брокерские услуги.
Доверительное управление осуществлляет через дочернию компанию AllianceBernstein L.P. с активами $130 млрд.

## Руководство
- Сет Бернстейн (Seth Bernstein) — директор

## Акционеры
Крупнейшие владельцы акций AllianceBernstein на 31 декабря 2016 года.
| Название акционера                           | Количество акций, млн | Процент |
| -------------------------------------------- | --------------------- | ------- |
| Manufacturers Life Insurance Company         | 6,303                 | 6,65    |
| American Century Investment Management, Inc. | 2,374                 | 2,50    |
| Meiji Yasuda Life Insurance Company          | 1,588                 | 1,67    |
| Merrill Lynch, Pierce, Fenner & Smith Inc.   | 1,354                 | 1,43    |
| Franklin Advisers, Inc.                      | 1,231                 | 1,30    |
| Wells Fargo Advisors, LLC                    | 1,004                 | 1,06    |
| Putnam Investments, LLC                      | 0,916                 | 0,97    |
| FMR Co., Inc.                                | 0,665                 | 0,70    |
| Goldman Sachs Asset Management, L.P.         | 0,661                 | 0,70    |
| Perkins Investments Management, LLC          | 0,644                 | 0,68    |

AXA владеет 62,7 % акций компании.